# Paranepanthia platydisca
Paranepanthia platydisca är en sjöstjärneart som först beskrevs av Fisher 1913.  Paranepanthia platydisca ingår i släktet Paranepanthia och familjen Asterinidae. Inga underarter finns listade i Catalogue of Life.